# Merlin (Protein)
Merlin, auch Neurofibromin 2 oder Schwannomin genannt, ist ein Protein des Zytoskelett. Beim Menschen ist es ein Tumorsuppressorprotein, das an der Entstehung der Neurofibromatose Typ 2 beteiligt ist. Sequenzanalysen haben die Ähnlichkeit des Proteins mit der Ezrin-Radexin-Moesin-Proteinfamilie aufgezeigt. Der Name Merlin ist ein Akronym für Moesin-Ezrin-Radixin-Like Protein und hat nichts mit der gleichnamigen literarischen Figur des Zauberers Merlin zu tun. 

## Gen
Für das menschliche Merlin codiert das NF-2 Gen auf Chromosom 22. Das Hausmaus-Merlin-Gen ist auf dem Chromosom 11 der Maus lokalisiert und das Merlin-Gen der Wanderratte auf dem Ratten-Chromosom 17. Das Drosophila-Merlin-Gen (Symbol Mer) findet sich auf dem Chromosom 1 und hat eine 58-prozentige Sequenzähnlichkeit mit seinem menschlichen Homolog. Andere merlinähnliche Gene kennt man von vielen Tieren, und die Entstehung des Merlin vermutet man für die Zeit der Entstehung der Metazoen. Merlin ist ein Mitglied der ERM-Proteinfamilie, zu der Ezrin, Moesin und Radixin gehören. Diese gehören zur Protein-4.1-Superfamilie der Proteine. Merlin wird auch Schwannomin genannt. Dies ist ein Name für den häufigsten Tumor bei NF2-Patienten, dem Schwannom.

## Struktur
Das Merlin der Vertebraten ist ein 70-kDa-Protein. Es gibt zehn bekannte Isoformen des menschlichen Merlinmoleküls. Das komplette Molekül hat eine Länge von 595 Aminosäuren. Die beiden am häufigsten vorkommenden Isoformen finden sich auch bei der Maus, werden Typ 1 und Typ 2 genannt und unterscheiden sich durch die Ab- oder Anwesenheit der jeweiligen Exons 16 oder 17. Alle bekannten Varianten haben einen hochkonservierten N-terminalen Teil, der eine sogenannte FERM-Domaine enthält, die sich bei vielen Proteinen findet, die das Zytoskelett mit der Zellmembran verbinden. Der FERM-Domäne folgt eine α-Helix mit einem hydrophilen Anteil. Merlin kann Dimere mit sich selbst und Heterodimere mit anderen Mitgliedern der ERM-Familie bilden.

## Funktion
Merlin ist ein Membran-Zytoskelett-Faltungsprotein. Das heißt, es verbindet Aktin-Filamente mit der Zellmembran oder mit Membran-Glykoproteinen. Das menschliche Merlin kommt vor allem in Nervengewebe und einigen fetalen Geweben vor, und findet sich hauptsächlich im Bereich der Adherens Junctions. Seine Tumorsuppressor-Eigenschaften sind möglicherweise mit der kontaktvermittelten Wachstumsinhibierung verbunden. Das Merlin von Drosophila wird hauptsächlich in embryonalen Hinterdarm, Speicheldrüsen und Imaginalscheiben exprimiert und hat offensichtlich eine etwas andere Funktion als das Merlin der Vertebraten.
Eine Phosphorylierung des Serin Nummer 518 ändert die Funktion des Merlin. Zum merlinabhängigen Signalpfad gehören vermutlich einige Mechanismen, die die Zellteilung regeln, so eIF3c, CD44, Proteinkinase A und die p21-aktivierten Kinasen.
Mutationen des NF2-Gens verursachen beim Menschen eine autosomal dominante Erkrankung, die Neurofibromatose Typ 2. Diese Erkrankung ist durch die Entwicklung von Tumoren des Nervensystems, in erster Linie bilaterale vestibuläre Schwannome (auch Akustikusneurom genannt) gekennzeichnet. NF2 gehört zu den Tumorsuppressorgenen.